# 지수적 감쇠

지수적으로 감소하는 양을 나타낸 그래프. 큰 감쇠 상수는 양을 더 급격하게 감소시킨다. 이 그래프는 감쇠 상수가 25, 5, 1, 1/5 그리고 1/25인 경우에 대해서, x 범위가 0부터 5일 때를 나타낸다.

어떤 양이 그 양에 비례하는 속도로 감소한다면, 그 양은 지수적 감쇠(exponential decay)한다고 한다. 이러한 프로세스는 다음의 미분 방정식으로 표현될 수 있다. 여기서 N은 그 양이며, λ(람다)는 양수로서 감쇠 상수이다.
{\displaystyle {\frac {dN}{dt}}=-\lambda N.}
이 방정식의 해는
{\displaystyle N(t)=N_{0}e^{-\lambda t}.\,}
여기서 N(t)는 시간이 t일 때의 양이며, N0 = N(0)은 초기의 양으로 t = 0 일 때의 양이다.

## 평균 수명과 반감기

### 평균 수명
어떤 집합에서 시간이 지남에 따라 특정 원소의 개수가 감소하고 있다고 하자. 이 원소의 수를 시간의 함수 N(t)로 표기할 수 있다. 평균 수명(영어: mean lifetime)은 이 원소가 그 집합에 존재하는 평균 시간을 의미하며, 그리스 문자 τ로 표기한다. 감쇠 상수 λ와는 다음의 관계가 있다.
{\displaystyle \tau =1/\lambda }
{\displaystyle N(t)=N_{0}e^{-t/\tau }\,}
위 식에서 알 수 있는 것처럼, τ는 원소의 개수가 처음의 1/e ≈ 0.367879441 배가 되었을 때의 시간이다. 예를 들면 시간 t 가 0일 때 원소의 개수 N(0)가 1000이라고 하자. 그렇다면 t가 τ일 때 N(τ)는 368이 된다. 이처럼 평균 수명 τ는 일종의 시간 척도로 생각할 수 있다.

### 반감기(half-life)
e대신 2를 밑으로 사용하면 원소의 개수가 절반이 되는 반감기를 계산할 수 있다. 반감기는 보통 t1/2 로 표기하며 평균 수명 혹은 감쇠상수로 아래와 같이 쓸 수 있다.
{\displaystyle t_{1/2}=\ln(2)/\lambda =\tau \ln(2)\,}
이 관계를 위의 N(t) 식에 대입하면,
{\displaystyle N(t)=N_{0}2^{-t/t_{1/2}}\,}가 된다.

## 같이 보기
- 지수 함수
- 방사성 감쇠